# Tetragnatha cochinensis
Tetragnatha cochinensis är en spindelart som beskrevs av Gravely 1921. Tetragnatha cochinensis ingår i släktet sträckkäkspindlar, och familjen käkspindlar. Inga underarter finns listade i Catalogue of Life.